# Hatay (stadsdeel)
Hatay is een stadsdeel van Turkse stad İzmir.
Administratief is Hatay een deel van de gemeente Konak, centrale en grootste gemeente in de provincie Izmir.